# Mefodij (Kondratěv)
Mefodij (světským jménem: Michail Alexandrovič Kondratěv; * 10. listopadu 1957 Ufa) je ruský duchovní Ruské pravoslavné církve a biskup kamenský a kamyšlovský.

## Život
Narodil se 10. listopadu 1957 v Ufě.
Roku 1975 dokončil Ufskou střední školu č. 35. Poté studoval na fakultě molekulární a chemické fyziky Moskevského fyzikálně-technického institutu. Po studiu přednášel na Baškirském státním medicínském institutu.
Byl oltářníkem chrámu Svaté Trojice ve vesnici Petrovskoje Ivanovské oblasti.
Dne 6. prosince 1984 byl biskupem ivanovským a kiněšemským Amvrosijem (Šcurovem) postřižen na monacha a přijal mnišské jméno Mefodij na počest Metoděje Pešnošského.
Dne 11. srpna 1985 jej biskup Amvrosij rukopoložil na hierodiakona a 19. srpna na jeromonacha. Stal se představeným chrámu sváteho Mikuláš vesnice Grigorjevo.
Dne 9. února 1998 se stal představeným chrámů svatého Jiří v Grigorjevu.
Na Velikonoce roku 1992 byl povýšen na igumena.
V letech 1999–2004 studoval dálkově na Moskevském duchovním semináři.
V letech 2007–2012 byl sekretářem eparchiální disciplinární komise a v letech 2008–2011 sekretářem eparchiálního soudu.
Od září 2010 studoval na Celocírkevním postgraduálním a doktorském studiu svatých Cyrila a Metoděje.
Od 10. června 2011 do 16. července 2012 působil jako předseda eparchiálního soudu.
Byl pracovníkem Synodního oddělení církevní charity a sociálních služeb.
Od července 2012 se stal klerikem kiněšemské eparchie.
V únoru 2013 se stal členem Státní protidrogové komise.
Dne 26. prosince 2013 jej Svatý synod zvolil biskupem kamenským a alapajevským.
Dne 5. ledna 2014 byl povýšen na archimandritu.
Dne 24. ledna 2014 byl oficiálně jmenován biskupem a o den později proběhla v chrámu svaté mučednice Tatiany při Lomonosovově univerzitě jeho biskupská chirotonie. Světiteli byli patriarcha moskevský Kirill, metropolita saranský a mordovský Varsonofij (Sudakov), metropolita achalkalakský a kumurdojský Nikolozi (Pačuašvili) (Gruzínská pravoslavná církev), metropolita jekatěrinburský a věrchoturský Kirill (Nakoněčnyj), arcibiskup verejský Jevgenij (Rešetnikov), biskup solněčnogorský Sergij (Čašin), biskup orechovo-zujevský Panteleimon (Šatov) a biskup nižnětagilský a serovský Innokentij (Jakovlev).
Dne 16. dubna 2016 byl potvrzen ve funkci archimandrity monastýru Proměnění Páně v Kamensku-Uralském.
Dne 28. prosince 2018 mu byl v souvislosti se zřízením alapajevské eparchie změněn titul na biskup kamenský a kamyšlovský.
Od 8. prosince 2020 je dočasným správcem alapajevské eparchie.